# Janet Jacme
Janet Jacme (* 22. Oktober 1967 als Inetha Elaine Brown in Chicago, Illinois) ist eine US-amerikanische ehemalige Pornodarstellerin.

## Leben
Janet Jacme begann ihre Karriere 1992 und beendete sie 2008. Vor ihrer Karriere als Erotikdarstellerin war sie als Hairstylistin tätig. Die IAFD listet 273 Produktionen mit ihrer Beteiligung auf. Von den kategorisierten Szenen entfallen 62 % auf das Genre "Anal".
Sie besitzt die Produktionsfirma Janet Jacme Enterprise.
Jacme wurde während der AVN-Award-Show im Januar 2006 in die AVN Hall of Fame aufgenommen. Nach Jeannie Pepper und Heather Hunter war sie die dritte schwarze Darstellerin, die diese Ehrung erhielt.

## Auszeichnungen
- AVN Hall of Fame